# San Giuseppe (Santa Maria di Licodia)
La statua di san Giuseppe è un'opera scultorea  che si conserva nella chiesa del Santissimo Crocifisso di Santa Maria di Licodia.

## Storia
Le origini del culto a San Giuseppe nella comunità licodiese sono remote e riconducibili alla spiritualità dai padri benedettini. Nella comunità esso ebbe una particolare spinta a partire dal secolo XVIII e principalmente durante tutto il XIX secolo. Il simulacro del santo è opera di maestranze locali del secolo XVII.  
L'opera è stata sempre conservata all'interno della chiesa madre monastica, ma la sua collocazione seguì i vari processi di trasformazione dell'edificio. Attualmente è posta all'interno del sacello, celato da un'elaborata porta lignea del secolo XVIII, sulla parete sinistra della cappella del Santissimo Sacramento.

## L'opera
Il simulacro di San Giuseppe, Santo Patrono di Licodia, è sicuramente l’immagine più cara ai fedeli. Per l’opera, come la maggior parte di quelle presenti nella chiesa, nulla si conosce riguardo all’autore o all’anno di realizzazione, l’analisi stilistica la colloca però nel secolo XVII. La statua infatti presenta diverse affinità con la produzione del secolo, con rimandi alle opere pittoriche del medesimo soggetto come i dipinti di Guido Reni, oltre a vari richiami al modellato tardo cinquecentesco siciliano.
I volti hanno una buona resa anatomica, ma permane una certa idealizzazione; il Bambino è barocco nella posa, ma il corpo non ha quella consistenza florida che invece si riscontra appieno nelle statue settecentesche. I panneggi sono morbidi ma a pieghe regolari, il movimento equilibrato.
Altre caratteristiche che lo possono collocare nella produzione seicentesca sono la cinta a vita alta e i piedi che da soli sorreggono la massa corporea.
Inusuale anche l’impostazione iconografica ben diversa dalle tante opere eponime che seguono lo stesso cliché: il Patriarca in piedi con il bastone che accompagna per mano Gesù fanciullo.
A motivo dello specifico impiego del simulacro non sono mancate negli anni parecchie manomissioni o ammodernamenti, come la sostituzione degli occhi dipinti con lenti in vetro e l’aggiunta della polimorfa base settecentesca, finemente intagliata, per adattare la statua al fercolo processionale. In tempi più recenti l’aggiunta di due angeli alla base realizzati in cartapesta modellata.
Nel rispetto dell’iconografia post tridentina, che riprende gli stilemi apocrifi, il Santo è raffigurato in età avanzata con il volto raggiante, un’espressione serena e un accenno melanconico di sorriso. L’ampia fronte stempiata è recinta da morbidi capelli canuti.

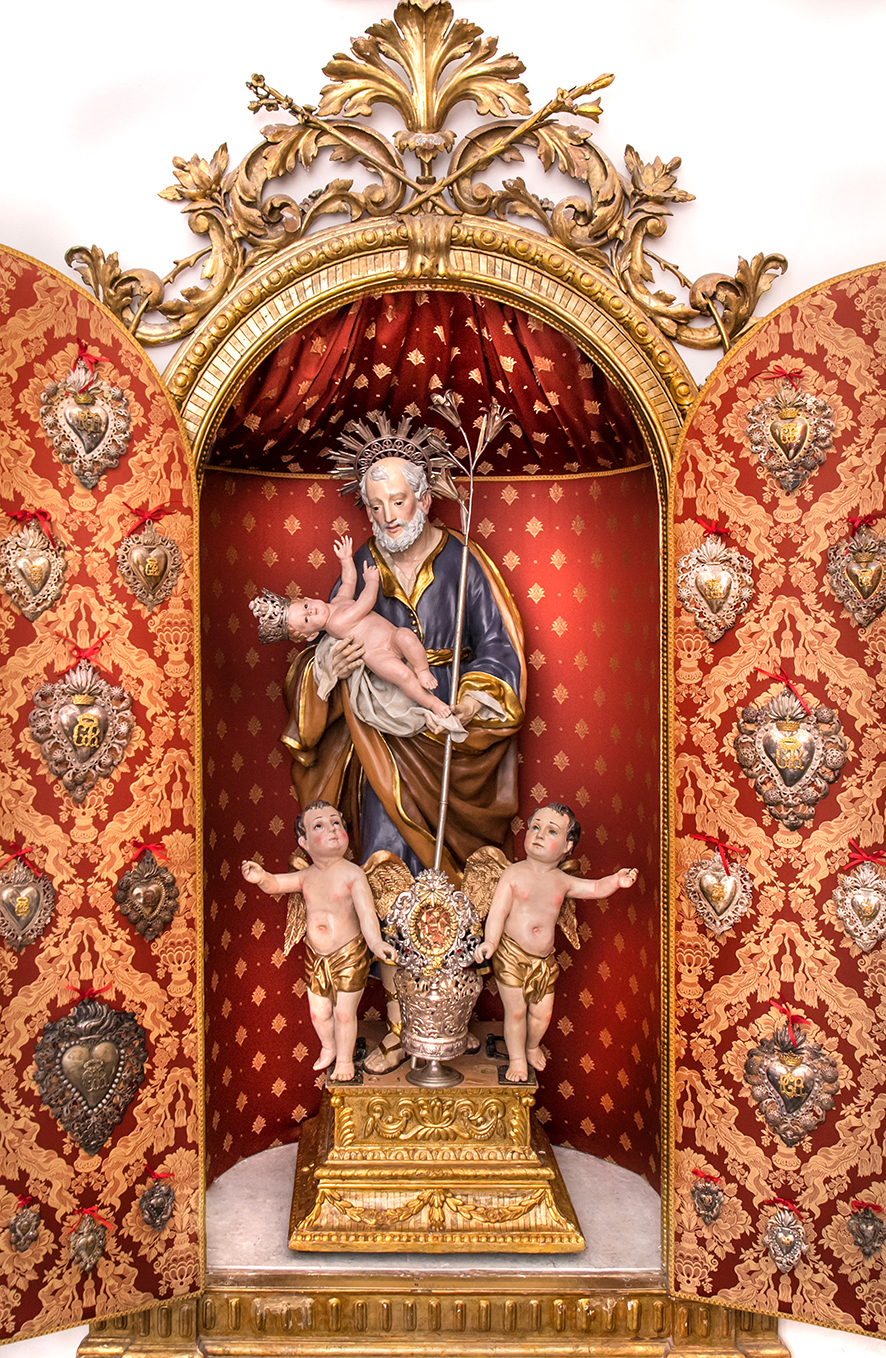
Il simulacro di San Giuseppe all'interno del sacello, "cameretta" che lo custodisce durante l'anno

Le nodose mani si protendono verso il fedele nell’atto di donare il Bambino disteso su un panno bianco, preludio al sudario.
Il corpo di Gesù è completamente nudo a simboleggiare la comprensibilità del mistero di Dio attraverso l’incarnazione. Ha il volto sorridente, contornato da ondulati capelli, e volge lo sguardo verso il fedele, ruotando il suo corpicino tra le braccia del padre che indica come modello da imitare.
L’ampio manto avvolge morbidamente il corpo, formando delicate volute e molteplici pieghe, lasciando scorgere altresì la veste legata alla vite con una fascia dorata, ed aperta all’altezza del collo per distinguere il sottostante camice bianco. La corta veste lascia scoperte le gambe e i piedi dentro sandali a legacci intrecciati.
Alla base del simulacro nel 1927 fu aggiunta una coppia di angeli in cartapesta.

### L'opera in riferimento ai Vangeli Apocrifi
I vangeli ci dicono poco riguardo a Giuseppe. Matteo lo chiama “Giusto” e come tale Giuseppe accoglie il progetto attuato da Dio e responsabilmente si prende cura di Gesù e Maria. Tutte le altre tradizioni sono desunte dai vangeli apocrifi, il particolare dalla Storia di Giuseppe il falegname. Da essi si è anche stratificata l’iconografia che l’ha raffigurato in età molto avanzata, o per lo più sempre più grande rispetto alla Sposa, e ciò anche per meglio accreditare la verginità perpetua di Maria. Inoltre essendo egli l’ultimo dei Patriarchi raffigurarlo con l’aspetto d’uomo canuto risultava più appropriata. Anche il bastone fiorito, suo elemento iconografico fondamentale è desunto dagli stessi testi. 

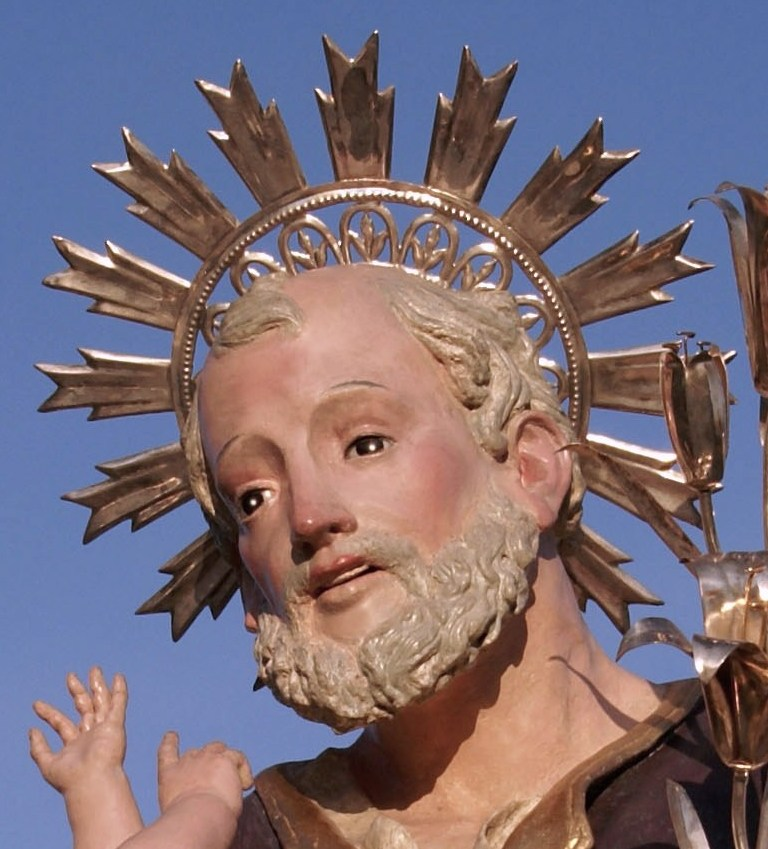
Particolare del volto del Santo

## Esposizione al pubblico

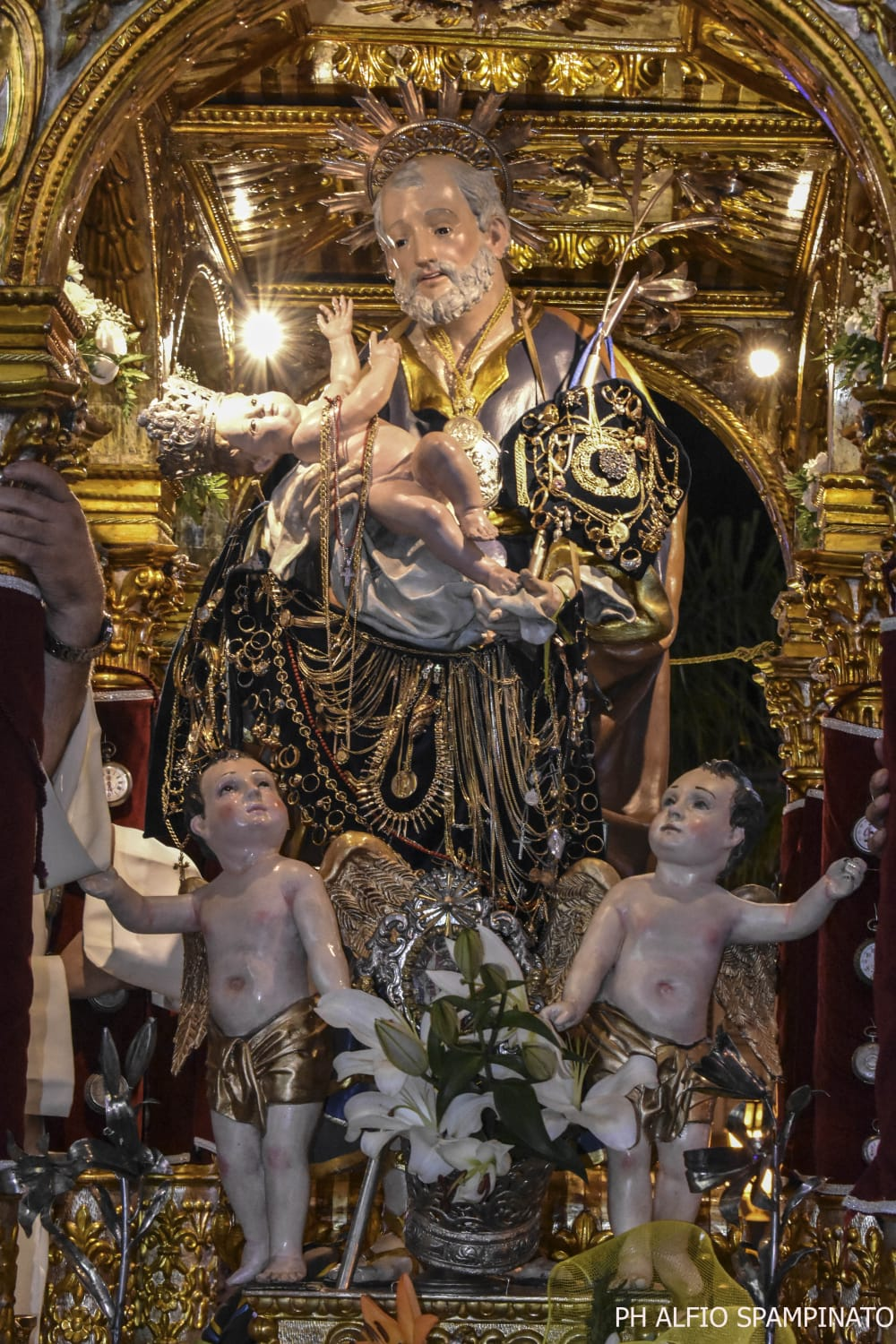
Il simulacro sul fercolo durante la festa in Agosto. (foto di A. Spampinato)

Il simulacro è visibile ai fedeli solamente durante le festività patronali: il 18 e 19 marzo e l'ultima domenica di agosto. Durante il periodo in cui viene esposto è arricchito da elementi ornamentali in argento opere di botteghe catanesi: due corone cesellate del secolo XVII, l'aureola a raggiera opera del 1810, il bastone fiorito e tre mazzetti di gigli realizzati nel 1975 in sostituzione dei precedenti più antichi, che furono sottratti insieme agli altri ex voto nel 1974. Durante la festa patronale in Agosto, è uso rivestire il simulacro dei con dei bavari in velluto sui quali sono disposti tutti i monili in oro e gli ex voto dei devoti. Sempre in occasione della festa patronale d'Agosto il simulacro viene condotto in processione per le vie del paese su un Fercolo ligneo, opera del settecento, tirato da fedeli.